# Crossley Tatui
Crossley Tatui est un homme politique niuéen.

## Biographie
Ancien étudiant de l'université du Pacifique Sud, il est élu une première fois au Parlement en 2011, et siège sur les bancs de l'opposition parlementaire au gouvernement de Toke Talagi de 2011 à 2020. Après les élections législatives de 2020, le nouveau Premier ministre, Dalton Tagelagi, ministre du gouvernement sortant, l'invite à rejoindre son gouvernement. Crossley Tatui est nommé ministre des Infrastructures et des Finances,. Ces portefeuilles ministériels incluent la responsabilité pour le commerce extérieur, la planification économique, l'énergie, l'eau, l'immigration, la régulation des constructions de bâtiments et de routes, l'aviation civile, et la gestion des ports et du fret maritime.
À ces fonctions, il annonce en juillet 2020 la ratification par Niué de l'accord PACER Plus, accord de libre échange partiel entre plusieurs petits États insulaires du Pacifique, l'Australie et la Nouvelle-Zélande. À la suite de la pandémie de Covid-19 qui contraint le pays à fermer ses frontières aux touristes, il doit en gérer l'impact économique et faire face à un important déficit budgétaire. 
Il est largement réélu député aux élections de 2023, et est reconduit au gouvernement avec les responsabilités ministérielles des finances et de la planification économique ; des infrastructures, de l'énergie et de l'eau ; de l'immigration et des douanes ; du service public ; et du secteur privé, assisté du ministre adjoint Ricky Makani.